# Francesco Saverio Nucci
Francesco Saverio Nucci (Roma, 28 dicembre 1964) è un manager e ricercatore italiano attivo nei settori dell'intelligenza artificiale e dei sistemi multimediali.

## Biografia

### Primi passi
Nato a Roma il 28 dicembre 1964, figlio di Enrica Valletti e Giorgio Nucci, e discendente del musicologo Adriano Belli. Nel 1990 si laurea in matematica con una tesi in Intelligenza Artificiale con la professoressa Luigia Carlucci Aiello all'Università degli Studi di Roma "La Sapienza". Inizia a lavorare in un consorzio di ricerca Finmeccanica, ora Leonardo S.p.A., dove collabora con il Media Lab del Massachusetts Institute of Technology, presso il quale segue delle scuole estive: nel 1992 un corso su Linguistica e Scienze Cognitive, durante il quale assiste anche al primo incontro e lezione pubblica tra Umberto Eco e Noam Chomsky, e nel 1996 un executive summer course sul Management delle Tecnologie e dell'Innovazione, presso la MIT Sloan School of Management.

### Attività
Dopo diverse docenze in varie università italiane, dal 2008 è professore straordinario per il Settore scientifico-disciplinare ING-INF/05, Sistemi di elaborazione delle informazioni, presso l'Università telematica internazionale "UniNettuno".
Si è occupato di intelligenza artificiale, di sistemi multimediali, di finanza agevolata, di investimenti per l'occupazione e a supporto dell'innovazione tecnologica, di beni culturali, di motori di ricerca e di memoria digitale. Nel corso degli anni ha inoltre coordinato importanti progetti di ricerca ed innovazione in ambito europeo.
È autore di molti articoli scientifici e ha fatto parte di diversi comitati di esperti, consigli direttivi e strutture di gestione di progetti tecnologici. È Application Research Director presso Engineering Ingegneria Informatica, ed esperto di alto livello per la Commissione Europea. 
Dal 2007 al 2010 ha coordinato il progetto di ricerca PHAROS, co-finanziato dalla Commissione Europea, per il quale nel 2010 ha vinto il premio nazionale dell'innovazione sotto l'egida del presidente della repubblica Giorgio Napolitano; successivamente e sempre per il premio nazionale dell'innovazione, nel 2012, ha avuto la menzione speciale della giura per il progetto Inf@nzia Digi.tales. 
Il 27 dicembre 2018 è stato selezionato dal Ministero dello sviluppo economico come membro del gruppo di trenta esperti per la redazione della strategia nazionale per l'intelligenza artificiale. Strategia presentata a luglio 2020 e che è stata riconosciuta come una delle più complete al mondo.

### Altro
Dal 2018 si è occupato anche di come utilizzare tecniche di Data Science e AI per contrastare il fenomeno delle Fake News e della disinformazione, coordinando il progetto FANDANGO co-finanziato dalla commissione europea.
È stato cofondatore dell'associazione copernicani, un'associazione indipendente di studenti, lavoratori, imprenditori, docenti, ricercatori e politici che hanno deciso di trasformare le proprie idee in azioni. Nell'associazione è membro del comitato strategico e segretario della seconda commissione per le opportunità di un mondo in evoluzione.